# Revolta do Leite
A Revolta do Leite foi um levantamento popular ocorrido, na Ilha da Madeira, no ano de 1936, como protesto contra um decreto-lei que estabelecia o monopólio na indústria dos lacticínios, através da criação da Junta Nacional dos Lacticínios da Madeira (JNLM).
Os focos de revolução tiveram maior incidência nos concelhos de Câmara de Lobos, Santana, Funchal, Ribeira Brava e Machico. 

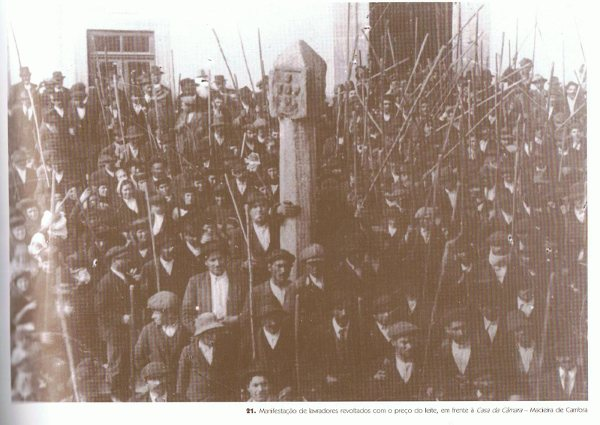
Populares revoltosos protestando contra a criação da Junta Nacional de Lacticínios da Madeira (1936)

## Antecedentes
Após as sublevações falhadas de 1931, nomeadamente a Revolta da Farinha e a Revolta da Madeira, o clima de crispação social permanece latente na Ilha da Madeira até ao ano de 1934.
Seria, novamente, uma medida emanada do executivo liderado por Salazar a fazer ressurgir o clima de descontentamento face à forma como o governo central dirigia a política económica regional. Após a Revolta da Farinha que tencionava impedir o estabelecimento de um regime de monopólio cerealífero na região surge, em 1934, um decreto que visava lograr os mesmos objectivos, desta vez na indústria de produção de cana sacarina.
Na prática o novo decreto concedia o monopólio sacarino, da Ilha da Madeira, à fábrica do Torreão, pertencente a uma família britânica (os Hinton), proibindo a construção de novos engenhos até 1953. A laboração do açúcar passava a ser propriedade exclusiva desta empresa, estando os restantes engenhos da região proibidos de realizar essa actividade. Ficava nas mãos de uma só família a capacidade de ficar os preços de compra da cana-de-açúcar e aguardente ao mesmo tempo que se proibia a importação de açúcar e aguardente,  apesar do seu preço ser inferior aos praticados na Madeira.
Estes regimes de monopólios, em diversas áreas industriais, apenas contribuíram para agravar as já parcas condições económicas e sociais em que viviam os habitantes do arquipélago.

## Revolta do Leite
Insensível às reivindicações insulares anteriores, o governo faz publicar em Diário da República o Decreto-Lei 26.655, a 4 de Junho de 1936, criando assim as fundações para o estabelecimento de mais um monopólio, desta vez na indústria dos lacticínios.
Nessa época a indústria dos lacticínios era a principal actividade económica da Ilha da Madeira ultrapassando, largamente, em importância e valores, outros sectores de actividade como: o turismo, a produção de vinho, de banana e de açúcar.
O sector dos lacticínios tem um impacto directo, muito importante, no rendimento de muitas famílias da região, facto este facilmente comprovado através dos mais de 1100 postos de desnatação espalhados por toda a ilha e que serviam directamente 64 fábricas. O leite que chegava a estes postos de desnatação provinha do gado criado por pequenos criadores . Como a procura de leite, por parte das unidades produtoras, era largamente superior à oferta os preços praticados pelo mercado eram compensadores.
O governo central, atento à proliferação destas pequenas unidades industriais, considerava que se tinha atingido uma situação de ruptura. Pretendia, com este documento, integrar o sector no sistema corporativo e modernizar a indústria através da implementação de regras, nomeadamente em termos de higiene, qualidade e cruzamento de espécies, entre outras.
As medidas, de cariz “concentraccionista”, decretavam a criação da Junta Nacional dos Lacticínios da Madeira (JNLM) e fixava o número de postos de desnatação em 320, encerrando quase 800 destes postos. As populações rurais, duramente atingidas por estas medidas reguladoras, encaram esta opção como sendo monopolista e visando o favorecimento de algumas unidades industriais.
Ficava  nas mãos da recém-formada JNLM a capacidade de controlar todo o sector dos lacticínios na Ilha da Madeira. Isto redunda num monopólio dos lacticínios favorecendo um pequeno número de fábricas sendo as mais conhecidas a “Fábrica Burnay” e a “Martins e Rebelo”.
As consequências deste monopólio foram devastadoras para os pequenos produtores: redução significativa do valor oferecido pelo leite, encerramento de muitos posto de desnatação e consequente aumento do desemprego.
A situação torna-se insustentável e iniciam-se sublevações populares em vários pontos da ilha, principalmente no Faial, Ribeira Brava, Machico e Funchal que resultariam em várias mortes e muitos feridos

### Concelho de Santana
Na freguesia do Faial, concelho de Santana, surgem manifestações de desagrado em várias zonas. O padre César Miguel Teixeira da Fonte, pároco do Faial, na homilia de 26 de Junho informa a população da sua paróquia, com a intenção de acalmá-la, da existência de um abaixo assinado dirigido ao Governador Civil Goulart de Medeiros. Distribui também, a pedido da Junta Nacional de Lacticínios da Madeira, um impresso com esclarecimentos sobre a situação.
No dia 29 de Junho a situação deteriora-se neste concelho e os populares revoltados impedem que os carregamentos de manteiga cheguem ao Funchal. O sacerdote, que se encontra ausente do concelho, regressa apressadamente, a pedido do Governador Civil, e tenta convencer a multidão a desistir do motim. A contrapartida seria o regresso ao Funchal dos cerca de 50 agentes da polícia enviados para a freguesia.
De acordo com o que foi afirmado pelo pároco (e escrito no seu relatório de defesa), o chefe da polícia, Avelino Pereira, engana a população afirmando que o sacerdote estava ao serviço da JNLM e pretendia apenas resolver a situação a favor da mesma entidade. Adensa-se a revolta da multidão que se sente traída pelo seu sacerdote.
No dia 31 de Julho cerca de 4.000 camponeses, revoltados e armados com utensílios da lavoura, encaminham-se para S. Roque do Faial e prendem o fiscal da JNLM, prosseguindo para a igreja do Faial com a intenção de expulsar o vigário traidor. O estrago e o número de feridos só não é maior porque o padre César Miguel Teixeira da Fonte, compreendendo e apoiando a vontade dos seus paroquianos, consegue convencê-los da sua isenção.
No dia 1 de Agosto junta-se nas Cruzinhas, concelho de Santana, uma multidão de mais de 5.000 pessoas que, acreditando ainda num retrocesso da JNLM, elegem comissões para dialogar com as autoridades. Tratou-se de um esforço infrutífero uma vez que os objectivos desta comissão não seriam alcançados.

### Concelho de Machico
Mas não é só em Santana que se faz sentir o descontentamento popular, os focos de rebelião popular já se haviam espalhado por toda a ilha.
Na cidade de Machico a população descontente reúne-se em frente ao edifício da Câmara Municipal. São ruidosos os protestos dos populares que demonstram o seu desprezo pela situação resultante da criação da JNLM.
A resposta das autoridades não se faz esperar. Polícia e militares carregam violentamente sobre os manifestantes numa tentativa de rapidamente controlar a situação e impedir a sua propagação. Os confrontos resultam em vários ferido e, pelo menos,  um popular morto.

### Concelho da Ribeira Brava
No Concelho da Ribeira Brava as manifestações, e consequente repressão, atingiram contornos calamitosos. Vários milhares de pessoas revoltosas levam a cabo diversos protestos culminando no assalto à repartição de finanças e ao Registo Civil. A acção popular conduziu à destruição de muitos documentos e a um ruidoso protesto contra a acção da JNLM.
A resposta policial foi lapidar, elementos da tropa e das forças policiais carregam impiedosamente sobre a população. A carga das autoridades resulta em, pelo menos, 10 mortos e um número elevado de feridos.

### Funchal
No Funchal os cerca de 320 leiteiros existentes entram em greve. A população funchalense saqueia estabelecimentos comerciais e assalta as fábricas de manteiga em claro protesto contra aqueles que consideram ser os beneficiados do regime de monopólio instalado.
As fábricas mais afectadas são a “Martins Rebelo”, a “Leacock” e a “Reis e Freitas”, as suas máquinas e equipamentos são destruídos.

## A reacção governamental
A reacção governamental pautou-se pela rapidez de decisão, Salazar envia para a Madeira forças militares apoiadas por dois vasos de guerra, o “Gonçalves Zarco” e o “Bartolomeu Dias”, bem como um destacamento de elementos da Polícia de Vigilância e Defesa do Estado (PVDE).
A sua acção é brutal e implacável. Centenas de madeirenses são presos, muitos são enviados para centros de detenção em Portugal Continental, Açores e Cabo Verde. As freguesias rurais são invadidas pela calada da noite, os seus habitantes presos e torturados, por vezes em frente das próprias famílias. De acordo com o jornal do Partido Comunista Português o “Avante!” nove camponeses são mortos.
Quando a PIDE não consegue encontrar quem procura não se inibe de aprisionar os familiares, a mãe, o pai, a esposa e até mesmo os filhos. Independentemente da idade ou sexo são encarcerados na cadeia do “Lazareto”.
Cerca de uma centena de revoltosos são encarcerados na cadeia subterrânea do “Lazareto”, entre eles o pároco do Faial César Miguel Teixeira da Fonte que é posteriormente enviado para o Forte-Prisão de Caxias (ou Forte de D. Luís I).
Na cadeia do “Lazareto” as condições são atrozes. Os prisioneiros são mantidos num espaço minúsculo, com pouco arejamento, e quase sem luz natural. As dejecções são armazenadas em latas de petróleo. Entre os presos contam-se quatro crianças de onze anos cujo único crime foi serem portadores do mesmo nome que outros familiares.
No dia 25 de Setembro os presos são transferidos para um local mais arejado, ainda que dentro do mesmo edifício.  Durante os meses de Outubro e Novembro continuam a chegar prisioneiros, desta vez os amotinados da Ribeira Brava.
O navio “Luanda”, saído de Lisboa a 18 de Outubro de 1936, faz escala no porto do Funchal com o propósito de recolher os camponeses madeirenses presos no rescaldo da Revolta do Leite. Segue para o porto de Angra do Heroísmo onde os mesmos presos são encarcerados na Fortaleza de S. João Baptista. Os mais perigosos seguem para o Campo do Tarrafal.
Refira-se, a título de curiosidade, que no mesmo navio segue Bento Gonçalves, secretário geral do Partido Comunista Português, que viria a sofrer no Tarrafal as mesmas desventuras que alguns dos camponeses da Revolta do Leite.
A humilhação final chegou através do decreto-lei nº 26.982 que estabeleceu que as despesas resultantes dos motins seriam pagas (a preços especulativos) pelos habitantes da Ilha da Madeira, principalmente pelos residentes nos concelhos onde ocorreram distúrbios e destruição de bens. Estas incluíam as custas com a polícia, tropa, marinha bem como a reconstituição das matrizes prediais e totalidade das reparações dos edifícios danificados.